# Тахере Сафарзаде
Тахере Сафарзаде (Персијски: طاهره صفارزاده‎‎) је иранска песникиња, списатељица, преводилац и истакнути универзитетски професор.

## Биографија

### Студије
Тахере Сафарзаде рођена је 18. новембар 1933. године у граду Сирџан, у провинцији Керман у Ирану. Године 1960. дипломирала је енглески језик и књижевност. Неколико година касније напустила је Иран и отишла у Енглеску, а затим у Сједињене Америчке Државе. Поред тога што је примљена на Међународни програм за писање, уписала је и магистарске студије лепих уметности, намењене оспособљавању писаца, песника, сликара итд. за преношење знања везаних за њихову област уметности кроз практичне радионице и теоријске курсеве на универзитетском нивоу. Тахере Сафарзаде је похађала студије савремене светске књижевности са посебним фокусом на практичну књижевну критику и преводилачке радионице.

## Дела
Сафарзаде је објавила четрнаест томова песама, а такође је и аутор десет књига о принципима превођења књижевних, научних и куранских текстова.
У погледу ефективности преводилачке науке, Сафарзаде је изнела неколио теорија од којих је најзначајнија "научни напредак преко превођења". У књизи Превођење фундаменталних значења Курана Часног (1999), аутентичној студији енглеских у персијских превода Курана, успела је да укаже на главне мане и недостатке превођења и тиме је створила нови приступ налажењу еквивалената у домену превођења Курана. Као резултат тога, 2001. године је објавила концептуални билингвални превод Курана на персијски и енглески језик. У питању је први билингвални превод Курана и први превод Курана на енглески који је урадила једна жена.

## Истакнута жена у Исламском свету
"Организација афро-азијских писаца" је 2005. године доделила Тахере Сафарзаде награду за Истакнуту жену у исламском свету. Доделу ове награде бивши египатске министар културе и информисања Мухамеда Магдија Маргана, предесдавајући ове Организације, рекао је:
"У жељи да укажемо част водећим књижевницама за најистакнутију жену у исламском свету и на интернационалној сцени у 2005. години изабрали смо међународно признату иранску песникињу Тахере Сафарзафе са чијим дугогодишњим напорима је упозната цела исламска умма."
Према наводима Организације афро-азијских писаца:
"Тахере Сафарзаде је истакнута иранска песникиња и списатељица и изврстан пример муслиманске вернице чији статус уважавају сви муслимани. Због њене политичке борбе и огромног знања, ове године је Организација изабрала да њој ода ову част“.